# Buntschriftstellerei
Als Buntschriftstellerei oder Poikilographie bezeichnet man in der Literaturwissenschaft eine literarische Sammelgattung, die Werke zusammenfasst, die das Ziel verfolgten, Wissenswertes aus unterschiedlichen Sachgebieten in „bunter“ Form zu präsentieren.

## Geschichte
Die frühesten Werke dieser Art stammen aus der römischen Kaiserzeit oder dem Mittelalter und sind in der Regel in griechischer oder lateinischer Sprache verfasst.
Die Buntschriftstellerei ist ein früher Vorläufer der Enzyklopädie:

„Der Titel von Älians Werk „Bunte Geschichten“ ist namensgebend für eine ganze Gattung der antiken Literatur geworden. „Buntschriftstellerei“ ist keine antike Bezeichnung; es ist ein Begriff, den die moderne Literaturwissenschaft gegen Ende des vorigen Jahrhunderts geprägt hat, um hierunter mehr oder weniger alle Werke zu vereinen, die sich in anderen Gattungen nicht unterbringen ließen. Hierbei handelt es sich um literarische Sammelschriften, deren Ziel es war, Wissenswertes aus allen Gebieten in bunter Form darzubieten.“

Zu den antiken Autoren und Werken der Buntschriftstellerei zählen:
- Cornelius Nepos – Exempla
- Claudius Aelianus – Bunte Geschichten
- Pamphila von Epidauros (um 100 n. Chr.) – Hypomnemata
- Phlegon von Tralleis († nach 137 n. Chr.)
- Aulus Gellius (um 150 n. Chr.) – Noctes Atticae
- Physiologus (2. Jh. n. Chr.)
- Athenaios (3. Jh. n. Chr.) – Gastmahl der Gelehrten

Ein Beispiel für mittelalterliche Buntschriftstellerei ist das Anselm von Canterbury bzw. seinem Biographen Eadmer zugeschriebene Eadmeri monachi liber de sancti Anselmi similitudinibus, eine thematisch gegliederte Sammlung von Spruchweisheiten.
In der deutschen Literatur der Barockzeit fand die Veröffentlichung von populärwissenschaftlichen Sammelsurien aus allen Wissensgebieten außerordentlich starke Verbreitung. Es erschienen Hunderte solcher Werke, oft aufwendig mit Kupfern illustriert. Die beliebtesten Autoren waren Erasmus Finx, Peter Lauremberg, Johann Christoph Männling, Christian Franz Paullini und Johannes Praetorius.